# Tarapatti Sirsiya
Tarapatti Sirsiya (nep. तारापट्टी सिर्सिया) – gaun wikas samiti w środkowej części Nepalu w strefie Dźanakpur w dystrykcie Dhanusa. Według nepalskiego spisu powszechnego z 2011 roku liczył on 1387 gospodarstw domowych i 7832 mieszkańców (3938 kobiet i 3894 mężczyzn).